# Tausonia pullulans
Tausonia pullulans (Lindner) Xin Zhan Liu, F.Y. Bai, M. Groenew. & Boekhout – gatunek mikroskopijnych grzybów podstawkowych z klasy Tremellomycetes.

## Systematyka i nazewnictwo
Pozycja w klasyfikacji według Index Fungorum: Tausonia, Mrakiaceae, Cystofilobasidiales, Tremellomycetidae, Tremellomycetes, Agaricomycotina, Basidiomycota, Fungi.
Po raz pierwszy opisał go w 1901 r. Paul Lindner, nadając mu nazwę Oidium pullulans, później zaliczano go do różnych rodzajów, m.in. do rodzaju Trichosporon. Wraz z pojawieniem się sekwencjonowania DNA okazało się, że między gatunkami tego rodzaju są duże różnice i wiele z nich zostało przeniesione do innych rodzajów. W 2015 r. Xin Zhan Liu, F.Y. Bai, M. Groenew. i Teun Boekhout przenieśli T. pullulans do nowo utworzonego rodzaju Tausonia. Niektóre synonimy:
- Basidiotrichosporon pullulans (Lindner) Kock.-Krat., E. Sláviková & Zemek 1977
- Trichosporon pullulans (Lindner) Diddens & Lodder 1942

## Morfologia i rozwój
Należy do drożdży podstawkowych i grzybów dymorficznych, tzn. wytwarza zarówno formy drożdżowe, jak i strzępkowe. Enteroblastycznie tworzy blastospory o kształcie od jajowatego do cylindrycznego, ale może też tworzyć rozległe, prawdziwe strzępki, które rozpadają się, tworząc artrokonidia, co jest jego kluczową metodą rozmnażania bezpłciowego. Znany jest tylko w postaci bezpłciowej anamorfy. Na strzępkach brak sprzążek.
Jest gatunkiem psychrotolerancyjnym. Nie rośnie w temperaturze 37 °C, czym odróżnia się od gatunków z rodzaju Trichosporon, do których dawniej błędnie był klasyfikowany. Chociaż Moylett i in. w 2003 r. zgłosili go jako patogen ludzki, uważa się to za mało prawdopodobny, ponieważ jest organizmem niskotemperaturowym, którego maksymalna temperatura wzrostu wynosi 25 °C, nie może więc rozwijać się w ciele ludzkim.

## Występowanie
Tausonia pullulans występuje na całym świecie. Wyizolowano go z szerokiej gamy podłoży i siedlisk, w tym z gleby, roślin zielnych, drzew, odchodów gołębi, trocin, soku brzozowego, klonowego i kasztanowego, masła, mrożonej wołowiny, pakowanej kimchi. Najczęściej występuje w glebie i na drzewnych podłożach. Występuje również w Polsce.

## Zastosowanie
W biotechnologii jest wykorzystywany do produkcji enzymów aktywnych w niskich temperaturach, w tym pektynolitycznych i β-galaktozydazowych i lipaz, degradacji opornych chemikaliów i ligniny, produkcji lipidów (gdy jest hodowany w wysokim stosunku C/N). Wykorzystywany jest także do hydrolizy laktozy w mleku, ekstrakcji pektyny z limonek, zapobiegania gniciu gruszek po zbiorach i hydrolizy skrobi Wykazuje aktywność amylolityczną, co może być wykorzystane do wytwarzania α-amylazy i wielu form glukoamylazy.